# Ars-sur-Formans

Ars-sur-Formans este o comună în departamentul Ain din estul Franței.